# Logos Gruppe
Die Logos Gruppe ist ein Bochumer Unternehmen für Systemgastronomie und Projektentwicklung. Es hat seit 1985 über 40 gastronomische Betriebe eröffnet, davon 17 im Bochumer „Bermuda3eck“. 
Als Projektentwickler betreute sie beispielsweise das Exzenterhaus, das Schlegel-Haus und das IMAX-Theater Bochum.

## Konzept
Das Unternehmen entwickelt, erstellt und verpachtet gastronomische Betriebskonzepte und Hotelbetriebe und berät mit operativem Know-how. Gegenstand der Konzepte sind szenenorientierte Gastronomiebetriebe im Segment der Freizeitgastronomie in Deutschland, mit Schwerpunkt im mittleren Ruhrgebiet, insbesondere im Bochumer Bermuda3ieck.

## Geschichte
Die Gründer des Unternehmens, Hans-Joachim Hauschulz und Alexander Schüler, hatten beide bereits Erfahrungen mit dem Betrieb von Diskotheken, Hauschulz mit dem „Logo“ in Essen, Schüler mit dem „Appel“, dem späteren „Zwischenfall“ in Langendreer. Gemeinsam eröffneten sie als erstes Projekt das überregional bekannte Logo in der Bochumer Innenstadt. Nachdem dieser Club sich als „Wohnzimmer der Szene im Ruhrgebiet“ etabliert hatte, ließen sie ihm 1987 die Clubdiskothek „Café du Congo“ sowie 1989 die Rockdiskothek „Macao“, beide ebenfalls in Bochum, folgen. 
1990 realisierte die Logos Gruppe den in einem großen Zirkuszelt im Dresdener Ostragehege untergebrachten Musikzirkus Sachsen, seinerzeit die größte Diskothek der DDR. Nach dem Ende des Logo entstand 1992 in direkter Nähe der „Club Planet“ mit Logo-DJ Ralf Odermann als Mitgesellschafter, in Programm und Zielpublikum so etwas wie sein größerer Nachfolger. 
Hauschulz, Schüler und der 1987 als dritter Gesellschafter eingetretene Frank Nokielski verlagerten den Schwerpunkt der weiteren gastronomischen Entwicklung der Logos Gruppe in das Bochumer Bermuda3eck, wo bereits ab 1982 erste Projekte von den Gesellschaftern realisiert worden waren. Mitte der 1990er Jahre deckte die Logos Gruppe durch ein breites Spektrum unterschiedlicher Gastronomiekonzepte nahezu den gesamten Markt im Bermuda3eck ab. Dabei wurden, anders als bei der herkömmlichen Systemgastronomie, nicht viele Standorte mit einem Konzept, sondern ein Standort mit vielen Konzepten entwickelt.  
Seit Mitte der 1990er Jahre wird die Logos Gruppe im jährlichen Branchenranking „Die größten Unternehmen/Systeme der Gastronomie in Deutschland“ geführt. 1996 belegte das Unternehmen den Rang 65 der umsatzstärksten Systeme und Rang 6 im Segment  „Getränkegeprägte Gastronomie“. Ihre überregionale Vorreiterrolle bewies die Logos Gruppe unter anderem mit Konzeption und Realisierung des ersten Sushi-Restaurants im Ruhrgebiet (Sticks, 1993), einem der ersten Art-Hotels Deutschlands (art Hotel Tucholsky, 1992) und mit dem wohl größten und umsatzstärksten Konzept der Themengastronomie im Bermuda3eck Bochum, der Sportsbar „Three Sixty“ (1997). 
Die Logos Gruppe ist einer der Mitbegründer der ISG Bermuda3Eck, einer der ersten Immobilien- und Standortgemeinschaften (Business Improvement District/BID) Nordrhein-Westfalens, deren Aufsichtsrat Hans-Joachim Hauschulz angehört.
Ab der Jahrtausendwende engagierte sich die Logos Gruppe vermehrt in der Projektentwicklung. So wurde beispielsweise das IMAX-Theater Bochum, neben dem Starlight-Express-Theater an der A 40 gelegen, nach einer Nutzungsänderung als multifunktionale Veranstaltungshalle zu einem Spielcasino mit über 120 konzessionierten Unterhaltungsautomaten entwickelt und veräußert. Es handelte sich 2009 um den größten – nach § 33c der Gewerbeordnung – konzessionierten Standort dieser Art in Deutschland. 
Mit dem Exzenterhaus wurde ab 2004 eine architektonische Landmarke initiiert. Das Exzenterhaus Bochum überbaut einen denkmalgeschützten Hochbunker und ist 2012 mit einer Gesamthöhe von mehr als 89 m das höchste Bürogebäude der Region Mittleres Ruhrgebiet.